# Cake (phim 2014)
Chiếc bánh (nguyên gốc tiếng Anh: Cake) là một bộ phim chính kịch Mỹ phát hành năm 2014 của đạo diễn Daniel Barnz, do Patrick Tobin viết kịch bản và có sự tham gia của các diễn viên Jennifer Aniston, Adriana Barraza, Felicity Huffman, William H. Macy, Anna Kendrick và Sam Worthington. Phim được ra mắt trong phần Special Presentations của Liên hoan phim Quốc tế Toronto năm 2014.
Cake nhận được nhiều đánh giá trái chiều và là một quả bom xịt phòng vé, chỉ thu về 2,9 triệu USD so với kinh phí 7-10 triệu USD. Tuy nhiên, diễn xuất ấn tượng của Aniston đã nhận được những đánh giá tích cực và mang về cho cô những đề cử như Giải thưởng Screen Actors Guild Award và Golden Globe Award.

## Cốt truyện
Hơn một năm sau khi sống sót khỏi một vụ tai nạn xe hơi đã giết chết con trai mình, cuộc sống của cựu luật sư bào chữa Claire Bennett (Jennifer Aniston) bị tổn thương nặng nề - khi cô vừa dằn vặt mình vì để mất con vừa phải vật lộn để chống chọi với cơn đau mãn tính. Claire luôn đau đớn và có thái độ thù hằn với hầu hết mọi người. Cô được chăm sóc bởi người quản gia tận tụy, bà Silvana (Adriana Baraza), người vừa chăm lo hết lòng, bất kể những yêu cầu của Claire vừa làm tài xế cho cô. Vì di chứng của vụ tai nạn kinh hoàng, Claire từ chối ngồi bình thường trên xe mà chỉ nằm mỗi khi được chở đi đâu.
Tại thời điểm này trong đời, Claire đã lạm dụng thuốc giảm đau để tránh đối mặt với cơn đau mãn tính của cô, cái chết của con trai cô (mà cô cảm thấy là lỗi của mình mặc dù cô không có lỗi trong vụ tai nạn) và cái chết gần đây của Nina (Anna Kendrick), một thành viên khác trong nhóm hỗ trợ bệnh đau mãn tính mà Claire tham gia. Trong lúc còn mông lung chưa hiểu rõ đời mình sẽ thế nào, Claire quyết định sẽ tự sát. Cô bắt đầu có thái độ xa lánh chồng cô, Jason, và yêu cầu anh hãy chuyển ra ngoài, để cô ở một mình.
Sau đó, cô đã thành công trong việc biến mình thành cái gai trong mắt các thành viên của nhóm hỗ trợ đau mãn tính. Claire tàn nhẫn khơi lại vụ tự vẫn của Nina, người đã nhảy cầu xuống đường xe cao tốc và nằm chết trên một chiếc xe tải đang chạy về hướng Mexico, khiến cho việc tìm thấy thi thể của Nina phải mất nhiều thời gian. Bà Annette (Felicity Huffman), trị liệu viên của cả nhóm, sau đó đã yêu cầu Claire hãy tìm cho mình một nhóm khác vì bản tính gắt gỏng, lời lẽ cay nghiệt của cô đã khiến nhóm thấy phiền nhiễu.
Claire hoàn toàn phải uống hai thứ thuốc percocet opioid và oxycontin trong thời gian điều trị, nhưng để giảm bớt những cơn đau dai dẳng, cô phải đến Tijuana để mua thêm thuốc hỗ trợ giảm đau dù đây là điều bất hợp pháp. Claire cũng lạm dụng rượu và đây chính nguyên nhân gây ra những giấc mơ và ảo giác của cô về Nina. Trong mơ, Claire thấy Nina kéo cô vào hồ bơi và trấn cô ở dưới nước trước khi Claire có thể thoát ra và nổi lên.
Claire tham gia lớp vật lý trị liệu trong hồ bơi nhưng có thái độ bất hợp tác; bác sĩ vật lý trị liệu của cô thấy rất bực mình, giải thích rằng cô ấy sẽ cho bác sĩ điều trị của Claire biết vì tình trạng không có tiến triển gì trong sáu tháng nên có thể sẽ gây ảnh hưởng đến việc cung cấp thuốc giảm đau cho cô. Sau buổi tập, Claire cột tạ vào người và nhảy xuống hồ bơi, dường như để tự sát. Cô ngồi dưới đáy hồ một lúc lâu rồi sau đó bỗng tháo tạ ra và nổi lại trên mặt hồ.
Claire đe dọa bà Annette rằng cô sẽ kiện vì nhóm hỗ trợ của bà đã phân biệt đối xử với cô trừ khi bà đưa cho cô địa chỉ nhà của Nina. Bất khả kháng, Annette đành phải đưa nhưng sau đó đã cho Roy (Sam Worthington), chồng của Nina, biết sự việc để đề phòng. Claire đến nhà Nina và dựng chuyện nói rằng cô đã từng sống ở đây lúc nhỏ để xin vào nhà xem lại. Roy đã biết trước sự việc nên đã sẵn sàng để đối đầu với Claire. Họ trò chuyện với nhau hồi lâu và sau đó Claire đã tiết lộ lý do thật sự tại sao cô đến thăm nhà. Claire hỏi Roy rằng anh muốn nói gì với vợ mình sau khi vợ anh tự sát, nhưng đồng thời cũng để thử dò xem liệu Jason, chồng cô, sẽ cảm thấy thế nào nếu Claire cũng tự sát như vậy. Trong sự tức giận, Roy đã trả lời rằng anh ghét Nina vì đã rời bỏ anh và con trai, khiến cuộc sống của họ không còn được như xưa.
Thấy được sự tương đồng giữa mình và Roy vì cả hai đều thấy hụt hẫng và cảm giác cô đơn, Claire kết bạn với anh. Họ đến mộ của Nina, nơi Roy treo một chiếc chuông gió. Một ngày nọ, Claire khiến Roy bất ngờ khi đến nhà anh vào ban đêm, và cô đã lấy trộm đi những viên thuốc chống giảm đau còn sót lại của Nina. Nina trở lại trong giấc mơ của Claire, dằn vặt Claire vì cho rằng cô đã lợi dụng người khác.
Trong khi Claire đang ăn trưa với Roy và con trai anh, Leonard, người lái xe đã gây ra vụ tai nạn xe hơi kinh hoàng ngày dó đã xuất hiện tại nhà Claire để xin lỗi, nói rằng ông ta quá quẫn trí vì tội lỗi. Claire không kìm nén được đã tấn công ông ta và giải phóng phần nào sự tức giận mà cô đã giữ trong lòng bấy lâu. Sau đó, trong vô thức Claire dùng quá liều thuốc giảm đau, nhưng rồi cố nôn hết thuốc trước khi ngất đi. Cô được đưa đến bệnh viện, và cô mơ thấy Nina tặng cô một chiếc bánh sinh nhật với sáu ngọn nến thắp sáng. Trong mơ,Nina giải thích cảm giác tội lỗi của cô khi không thể tự làm bánh sinh nhật cho con trai vì cô đang phải chịu đựng những cơn đau dai dẳng, điều mà Nina đã chia sẻ trong nhóm hỗ trợ trước khi nhảy cầu tự sát.
Claire được xuất viện và cố không làm dụng thuốc nữa, nhưng cô buộc bà Silvana phải chở cô đến Riverside, nơi lần đầu tiên Claire và chồng cô hẹn hò tại một buổi chiếu phim ngoài trời. Claire đi lang thang và nằm xuống đường ray xe lửa gần đó, cô bắt đầu có ảo giác đang trò chuyện với Nina. Nina bắt Claire phải thừa nhận mình là một người mẹ tốt. Ngay sau đó Claire nghe thấy tiếng bà Silvana đang gọi cô. Cô ấy đứng dậy khỏi đường ray và Nina biến mất. Bà Silvana lúc này mất hết kiên nhẫn với Claire. Bà liên tục bày tỏ sự căm phẫn của mình bằng tiếng Tây Ban Nha về việc Claire đã gây hấn với tất cả mọi người, đuổi chồng mình đi ra khỏi nhà mà chính anh cũng rất đau hổ khi đứa con trai của hai người mất. Cơn bực tức của và Silvana bị gián đoạn vì Claire phát hiện rằng xe của hai người đã bị ăn cắp. Cả hai buộc phải mướn phòng trọ và mướn xe trở về lại Los Angeles ngày hôm sau. Trên đường trở về nhà, cả hai cho Becky (Britt Robertson), một cô bé bỏ nhà đi nuôi mộng làm diễn viên, đi đến Los Angeles cùng với mình. Trên xe, Claire gợi ý với Becky rằng cô bé có thể làm một cái bánh kem cho cô, đổi lại Claire sẽ cho Becky 100 đô. Becky đồng ý và cô về nhà Claire ở hôm đó.
Sáng hôm sau, bà Silvana đánh thức Claire dậy và nói với cô rằng Becky đã lấy trộm ví và tiền của Claire trên bàn bếp và bỏ đi, nhưng chỉ sau khi cô bé làm cho Claire chiếc bánh kem mà Claire yêu cầu. Claire mang chiếc bánh đó đến tặng nhân sinh nhật con trai Roy, và đồng thời cũng để ngỏ lời cám ơn đến Nina. Sau đó cô và bà Silvana đến thăm mộ con trai mình và Silvana treo một chiếc chuông gió trên cây gần đó. Trên đường về nhà, Claire cuối cùng quyết định ngồi bình thường trên xe, đánh dấu một bước khởi đầu mới trong đời cô.

## Diễn viên
- Jennifer Aniston trong vai Claire Bennett
- Adriana Barraza trong vai Silvana
- Anna Kendrick trong vai Nina Collins
- Sam Worthington trong vai Roy Collins
- Mamie Gummer trong vai Bonnie
- Felicity Huffman trong vai Annette
- William H. Macy trong vai Leonard
- Chris Messina trong vai Jason Bennett
- Lucy Punch trong vai Y tá Gayle
- Evan O'Toole trong vai Casey Collins
- Britt Robertson trong vai Becky
- Paula Cale trong vai Carol
- Ashley Crow trong vai Stephanie
- Manuel Garcia-Rulfo trong vai Arturo
- Camille Guaty trong vai Tina
- Allen Maldonado trong vai Buddy
- Camille Mana trong vai Y tá Salazar
- Julio Oscar Mechoso trong vai Bác sĩ Mata
- Pepe Serna trong vai Nuncio
- Misty Upham trong vai Innocencia
- Alma Martinez trong vai Irma

## Sản xuất
Vào ngày 10 tháng 2 năm 2014, đoàn phim thông báo rằng Jennifer Aniston sẽ đóng vai chính trong Cake. Daniel Barnz, đạo diễn, cho biết "Trong số những người hâm mộ Jennifer Aniston, tôi có thể tự cho rằng mình là fan bự nhất trong số đó. Tôi đặc biệt yêu thích những diễn xuất trong phim chính kịch của cô ấy, và tôi rất nóng lòng được xem cô ấy đảm nhận một vai diễn mang nhiều nỗi đau nhưng vẫn giữ lại chất giọng hài hước của mình. Điều này thì tôi phải ngả mũ kính phục nhà biên kịch Patrick Tobin đã có thể viết ra một kịch bản đáp ứng được hai yếu tố đó. Tôi rất vinh dự khi được hợp tác với Ben, Kristin và Courtney, và thật thú vị khi Cake sẽ là bộ phim đầu tiên dưới được phát hành bởi Cinelou Releasings. Tôi cỏ cảm giác như tất cả chúng tôi đang tin tưởng cùng nhau thực hiện một bước nhảy vọt, và điều đó khiến tôi thấy rất phấn khích."  Vào ngày 15 tháng 3, nữ diễn viên Mexico Adriana Barraza cũng đã được công bố trong dàn diễn viên của bộ phim. Phần còn lại của dàn diễn viên đã được tiết lộ vào ngày 1 tháng 4.
Bối cảnh phim chủ yếu được quay tại Los Angeles, bắt đầu vào ngày 3 tháng 4 năm 2014  và kết thúc vào ngày 6 tháng 5.

## Phát hành
Cake được công chiếu tại một số rạp được chọn vào ngày 31 tháng 12 năm 2014 bởi Cinelou Films , trước khi được phát hành rộng tại vào ngày 23 tháng 1 năm 2015 bởi Freestyle Releasing. Phim được phát hành trên DVD & Blu-ray ngày 21 tháng 4 năm 2015.  

## Tiếp nhận

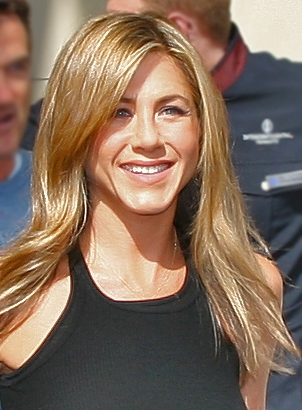
Diễn xuất của Jennifer Aniston được đặc biệt khen ngợi.

Cake nhận được nhiều đánh giá trái chiều từ các nhà phê bình. Trên trang web tổng hợp bài phê bình Rotten Tomatoes, bộ phim giữ mức phê duyệt 48% dựa trên 126 bài phê bình, với điểm đánh giá trung bình là 5,83 / 10. Sự nhất quán trong nhận xét của trang web cho biết: " Với Cake, Jennifer Aniston đang tận dụng tối đa cơ hội diễn xuất trong phim chính kịch của mình, nhưng nó thiếu đủ độ sâu hoặc độ nồng ấm để thuyết phục tất cả khán giả, ngoại trừ những fan ruột của Jennifer."  Trên Metacritic, bộ phim có số điểm 49/100, dựa trên 38 nhà phê bình, chỉ ra "đánh giá hỗn hợp hoặc trung bình".
Tại buổi ra mắt ở Toronto, dàn diễn viên đã nhận được sự hoan nghênh nhiệt liệt từ phía người xem. Diễn xuất của Jennifer Aniston và Adriana Barraza đã được một số nhà phê bình khen ngợi. Pete Hammond của Deadline đã mô tả diễn xuất của Aniston là “tuyệt vời... Thực sự Jennifer không hề dùng một kỹ thuật diễn nào. Rất mộc và rất thực, thấm thía và bất ngờ."  Clayton Davis của Awards Circuit đã nói về sự diễn xuất của Jennifer Aniston trong phim là “hay nhất của một nữ diễn viên trong năm nay... Diễn xuất của Aniston là điều mà hầu hết các nữ diễn viên sẽ cầu nguyện để có thể đạt được, nhưng không bao giờ đến gần."  Trong bài đánh giá của mình cho HitFix, Gregory Ellwood đã viết rằng “Aniston khiến bạn tin vào nỗi đau của Claire. Cô ấy khiến bạn tin rằng nhân vật này đang ở thời điểm tồi tệ nhất của cô ấy và chỉ có chính cô ấy mới có thể rút mình ra khỏi vũng lầy. Không có cảnh phim đậm mùi Oscar. Không có cảnh khóc lóc giàn giụa. Đó chỉ đơn giản là một màn trình diễn hoàn chỉnh từ đầu đến cuối và Aniston xứng đáng nhận được những lời khen ngợi cho riêng mình."  Về diễn xuất của Aniston, David Nusair của Reel Film Reviews đã viết: "...Jennifer Aniston đã vào vai một cách hoàn hảo, thể hiện được những nỗi đau đớn dằn xé của nhân vật."  Sheri Linden của Los Angeles Times cũng đánh giá tích cực về diễn xuất của Aniston, cô viết: "Aniston đem vào vai diễn này một thể chất cực kỳ ấn tượng và mang đến cho người xem sự hài hước được xếp đặt rất khéo léo của kịch bản." 

### Giải thưởng
| Năm  | Giải thưởng                                 | Hạng mục                                                    | �Cá nhân được vinh danh      | Kết quả   |
| ---- | ------------------------------------------- | ----------------------------------------------------------- | ---------------------------- | --------- |
| 2013 | Nantucket Film Festival                     | Showtime Tony Cox Screenplay Competition                    | Patrick Tobin                | Đoạt giải |
| 2014 | People Magazine Awards                      | Movie Performance of the Year – Actress                     | Jennifer Aniston             | Đoạt giải |
| 2014 | Capri Hollywood International Film Festival | Best Actress                                                | Jennifer Aniston             | Đoạt giải |
| 2015 | Santa Barbara International Film Festival   | The Montecito Award                                         | Jennifer Aniston             | Đoạt giải |
| 2015 | Critics' Choice Movie Awards                | Best Actress                                                | Jennifer Aniston             | Đề cử     |
| 2015 | Gold Derby Awards                           | Best Actress                                                | Jennifer Aniston             | Đề cử     |
| 2015 | Golden Globe Awards                         | Best Actress – Motion Picture Drama                         | Jennifer Aniston             | Đề cử     |
| 2015 | Golden Raspberry Award                      | The Razzie Redeemer Award                                   | Jennifer Aniston             | Đề cử     |
| 2015 | Screen Actors Guild Awards                  | Outstanding Performance by a Female Actor in a Leading Role | Jennifer Aniston             | Đề cử     |
| 2015 | Casting Society of America                  | Low-Budget Drama                                            | Mary Vernieu, Lindsay Graham | Đề cử     |
| 2015 | PRISM Awards                                | Feature Film                                                | Daniel Barnz                 | Đề cử     |
| 2015 | Golden Trailer Awards                       | Best Independent                                            | Daniel Barnz                 | Đề cử     |
| 2015 | Shanghai International Film Festival        | Golden Goblet Award for Best Feature Film                   | Daniel Barnz                 | Đề cử     |
| 2015 | Shanghai International Film Festival        | Golden Goblet Award for Best Screenplay                     | Patrick Tobin                | Đoạt giải |
| 2015 | CineStory                                   | Fellowship Award – Feature Screenplay                       | Patrick Tobin                | Đoạt giải |